# Heinz Zöger

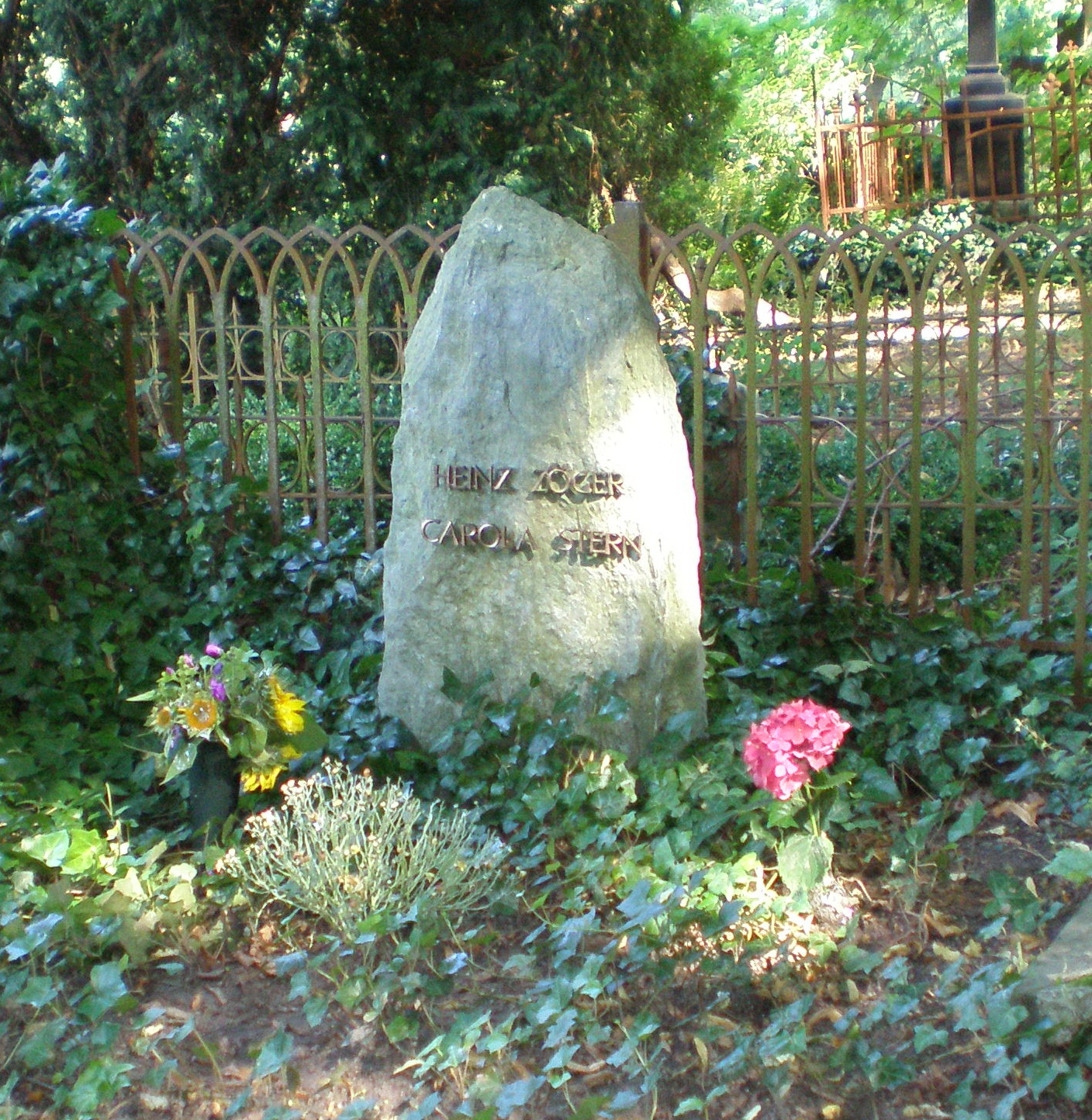
Grab von Carola Stern und Heinz Zöger in Benz auf Usedom

Heinz Zöger (* 19. November 1915 in Leipzig; † 21. März 2000 in Berlin) war ein deutscher Journalist. Er war verheiratet mit Carola Stern.

## Leben
Zöger lernte Schriftsetzer und wurde 17-jährig Mitglied der Antifaschistischen Roten Garde. Zweimal wurde Zöger nach 1933 wegen seiner Tätigkeit im Widerstand gegen den Nationalsozialismus zu langjährigen Haftstrafen verurteilt, deren letzter er von 1941 bis 1945 in den Zuchthäusern Waldheim und Halle verbrachte. Nach Ende des Krieges trat er als Mitglied in die KPD ein und bekleidete dann leitende Stellungen im Rundfunk der DDR. Von 1955 bis zum Herbst 1956 war er Chefredakteur der Wochenzeitung Sonntag. Am 8. März 1957 erfolgte während des Schauprozesses gegen die Harich-Gruppe noch im Gerichtssaal die Verhaftung und im Juli desselben Jahres zusammen mit Walter Janka (damaliger Leiter des Aufbau-Verlags), Gustav Just und Richard Wolf. Nach nur drei Prozesstagen wurde Zöger am 26. Juli 1957 zu zweieinhalb Jahren Zuchthaus verurteilt. Nach der Entlassung floh er 1959 in die Bundesrepublik Deutschland. Am 5. Januar 1990 wurde das Urteil von 1957 durch das Oberste Gericht der DDR aufgehoben. Zöger war Redakteur beim WDR.